# Coltello da pittore

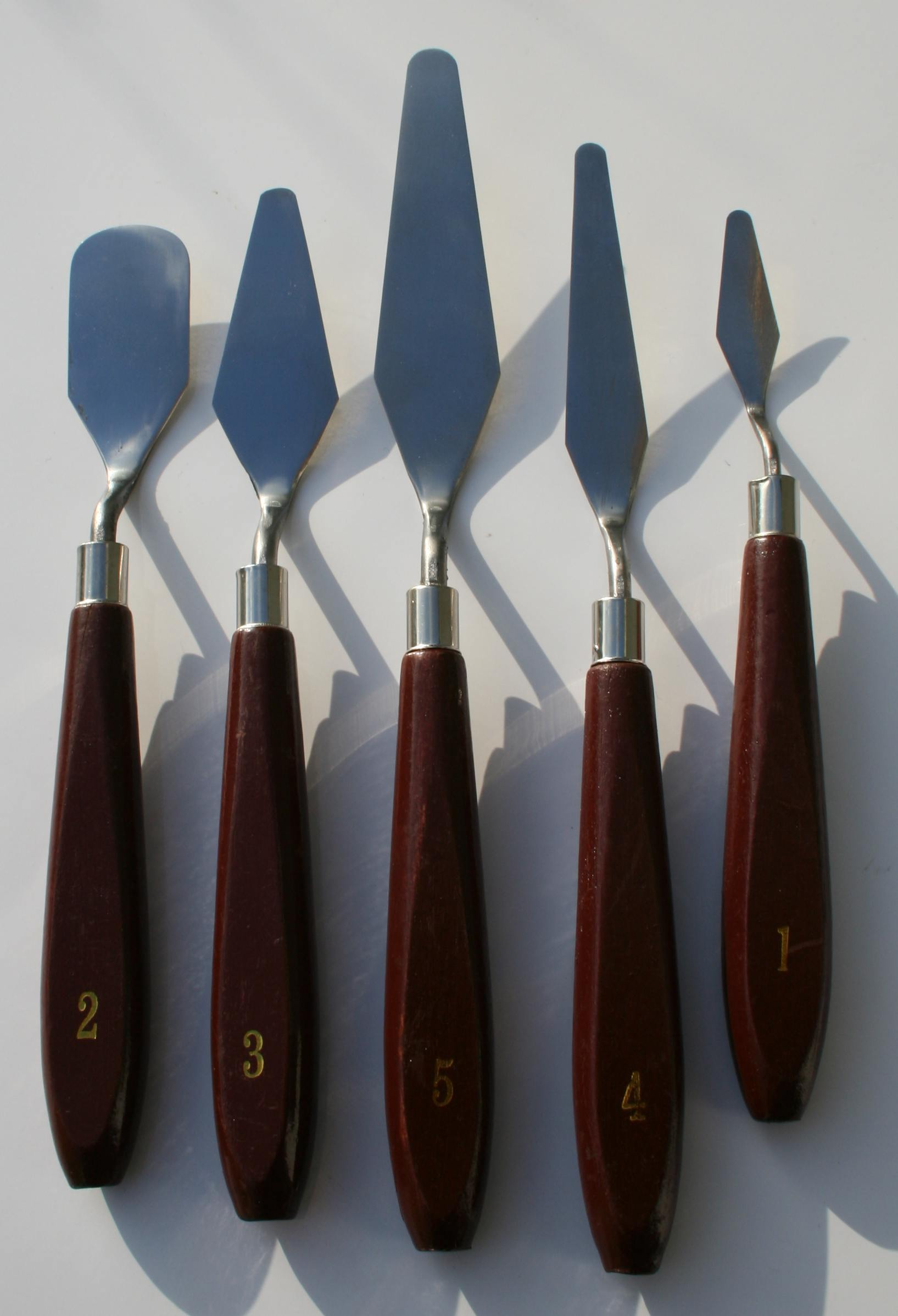
Coltello da pittore

 Il coltello da pittore è un utensile semi-rigido, del genere delle spatole, usato dai pittori per stendere il colore sulla superficie pittorica, in modo simile all'utilizzo pennello. Questo strumento viene sfruttato soprattutto per i piccoli particolari, per grattare e per incidere sulla superficie pittorica.
Esso può essere di diverse grandezze e lunghezze, di diverse forme (rettangolare, triangolare, a forma di diamante) e di diversi materiali (sebbene tipicamente metallico).

## Pittori a coltello
Celebri pittori che erano soliti usare il coltello da pittore sono stati: Tiziano Vecellio, Frans Hals, Rembrandt, Jean-Honoré Fragonard, Gustave Courbet e gli impressionisti in generale, come Nicolas De Staël, Bob Ross.